# Varsói matematikai iskola
A varsói matematikai iskola (lengyelül: Warszawska szkoła matematyczna) az 1915 és 1939 között Lengyelországban működő három matematikai iskola egyike volt. Az elnevezés nem hivatalos intézményt, hanem egy együttműködő tudóscsoportot jelöl. Az iskola a Varsói Egyetem (Uniwersytet Warszawski) és a Varsói Műszaki Egyetem (Politechnika Warszawska) körül szerveződött. Tagjainak fő kutatási területe a matematikai logika, a halmazelmélet, a topológia és a valós értékű függvények elmélete volt.
1920-ban Zygmunt Janiszewski, Stefan Mazurkiewicz és Wacław Sierpiński matematikusok – együttműködve az iskola más tagjaival – megalapították a Fundamenta Mathematicae c. tudományos folyóiratot.

## Vezető képviselők
- Karol Borsuk
- Samuel Eilenberg
- Zygmunt Janiszewski
- Kazimierz Kuratowski
- Stanisław Leśniewski
- Jan Łukasiewicz
- Stefan Mazurkiewicz
- Andrzej Stanisław Mostowski
- Wacław Sierpiński
- Alfred Tarski

## Fordítás
- Ez a szócikk részben vagy egészben a Warszawska szkoła matematyczna című lengyel Wikipédia-szócikk ezen változatának fordításán alapul.  Az eredeti cikk szerkesztőit annak laptörténete sorolja fel. Ez a jelzés csupán a megfogalmazás eredetét és a szerzői jogokat jelzi, nem szolgál a cikkben szereplő információk forrásmegjelöléseként.